# ブレンボ川

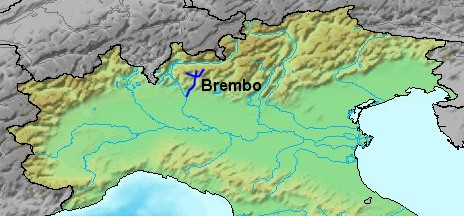
ブレンボ川の流路

ブレンボ川（ブレンボがわ、Brembo）は、イタリアロンバルディア地方のベルガモ県を流れる長さ74kmの川で、アッダ川左岸の支流である。

## 流路
オロビエ山脈のピッツォ・デル・ディアーヴォロの麓に源を発し、レンナではピッツォ・デイ・トレ・シニョーリからの支流を合わせる。南へ流れヴァプリオ・ダッダ付近のベルガモ県とミラノ県の県境に接した場所でアッダ川の左岸に合流する。

## 支流
ヴァルトルタからのスタビーナ川、パリーナ川、ヴァル・タレッジョから発しサン・ジョヴァンニ・ビアンコの中心部でブレンボ川に合流するエンナ川、ヴァル・セリーナから流れるアンブリア川、イーゾラ・ディベルガモを流れるドルド川などがある。

## 水害
1987年のブレンボ各地での大災害のほかに、各時代ごとに氾濫し災害をもたらしてきた歴史を持つ。